# Buono!
Le Buono! sono un gruppo musicale pop giapponese, composto da tre ragazze provenienti da altri gruppi musicali. Fa parte del Hello! Project. Il nome Buono! deriva dal termine in lingua italiana.

## Formazione
- Momoko Tsugunaga, 6 marzo 1992 da Berryz Kobo
- Miyabi Natsuyaki, 25 agosto 1992 da Berryz Kobo
- Airi Suzuki, 12 aprile 1994 da Cute

## Discografia

### Album in studio
- 2008 - Café Buono!
- 2009 - Buono! 2
- 2010 - We Are Buono!

### EP
- 2011 - Partenza
- 2012 - Sherbet

### Singoli
- 2007 - Honto no jibun (ホントのじぶん?)[1]
- 2008 - Ren'ai Rider (恋愛♥ライダー?, Ren'ai Raidaa)[2]
- 2008 - Kiss! Kiss! Kiss![3]
- 2008 - Gachinko de ikō! (ガチンコでいこう!?)[4]
- 2008 - Rottara Rottara (ロッタラ ロッタラ?)[5]
- 2009 - co-no-mi-chi (co・no・mi・chi?)[6]
- 2009 - Bravo☆Bravo (ブラボー☆ブラボー?)[7]
- 2010 - Our Songs
- 2011 - Zassou no Uta
- 2011 - Natsu Dakara!
- 2012 - Hatsukoi Cider/Deep Mind
- 2012 - Never gonna stop!